# Yanick Lahens
Yanick Lahens (Puerto Príncipe, 22 de diciembre de 1953) es una escritora, novelista, profesora y conferencista franco-haitiana. En 2014 recibió el Premio Femina.

## Biografía
Nacida en Puerto Príncipe, cursó estudios secundarios y universitarios en Francia antes de regresar a su país, donde enseñó hasta 1995 en la Universidad de Haití. Durante los siguientes dos años, trabajó en la oficina del Ministro de Cultura. En 1998, dirigió el proyecto «Camino a la esclavitud». Con Jan J. Dominique, Lahens es presentadora del programa de radio Entre Nous. Está afiliada a la Asociación de escritores haitianos y es colaboradora de Chemins critiques, Cultura y Boutures.
Su primera novela, In the Father's House, se publicó en 2000. En 2014, recibió el Premio Femina por Bain de lune. Lahens juega un rol activo en el desarrollo de la cultura de su país.

## Obras seleccionadas
- 1990, L’Exil : entre l’ancrage et la fuite, l’écrivain haïtien
- 1994, Tante Résia et les Dieux
- 2000, Dans la maison du père
- 2003, La Petite Corruption
- 2006, La folie était venue avec la pluie
- 2008, La Couleur de l'aube, Premio RFO del libro (2009)
- 2010, Failles
- 2013, Guillaume et Nathalie
- 2014, Bain de lune

## Premios
- 2002: LiBeraturpreis, Premio del salón del libro de Leipzig
- 2008: Premio Millepages
- 2009: Premio RFO del libro
- 2014: Prix littéraire des Caraïbes de l’ADELF
- 2014: Premio Carbet des lycéens
- 2014: Premio Femina